# Estación La Rioja
La Rioja era una estación de ferrocarril ubicada en la ciudad de La Rioja, capital de la provincia de La Rioja, Argentina.

## Servicios
Sus vías e instalaciones corresponden al Ramal A del Ferrocarril General Belgrano, que opera la empresa estatal Trenes Argentinos Cargas.
Los servicios de pasajeros existieron hasta 1977, se desconocen como eran los mismos hasta ese momento, aunque al parecer se componía de un servicio coche motor que unía Córdoba con San Fernando del Valle de Catamarca, y que en la capital cordobesa combinaba con los servicios principales del Mitre y del Belgrano. Desde 1976 a 1992, se reemplazó ese servicio por una combinación ferroautomotor en Córdoba, para conectarse a Buenos Aires.